# Comment poussent vos fleurs ?
Pour le téléfilm, voir Comment poussent donc vos fleurs ? (téléfilm).
Comment poussent vos fleurs ? (How does your Garden Grow?), parfois titrée Comment poussent donc vos fleurs ?, est une nouvelle policière d'Agatha Christie mettant en scène le personnage d'Hercule Poirot.
Initialement publiée en juin 1935 dans la revue Ladies' Home Journal aux États-Unis, cette nouvelle n'a été reprise en recueil qu'en 1939 dans The Regatta Mystery and Other Stories aux États-Unis. Elle a été publiée pour la première fois en France dans la revue Mystère magazine en juin 1956, puis dans le recueil Le Bal de la victoire en 1979.

## Personnages
- Hercule Poirot
- Mme Amelia Barrowby
- Mme Mary Delafontaine, sa nièce
- M. Delafontaine
- Katrina Reiger, dame de compagnie d'Amelia Barrowby

## Résumé

### Mise en place de l'intrigue
Hercule Poirot reçoit une étrange lettre d'une vieille dame, Mme Amelia Barrowby, qui vit à Rosebank. Elle ne précise pas la nature de ses problèmes mais explique à Poirot qu'une extrême discrétion est requise s'il accepte l'enquête qu'elle envisage de lui confier.
Peu après, la secrétaire de Poirot, Mlle Lemon, remarque une annonce de décès dans le Morning Post : Amelia Barrowby vient de décéder. Poirot envoie une lettre à Rosebank pour demander des consignes à la famille sur l'enquête en question ; il reçoit une réponse de Mme Mary Delafontaine, la nièce de la défunte, déclarant que ses services ne sont plus requis.

### L'enquête
Passant outre, Poirot se rend dans la demeure familiale, où il admire le superbe jardin rempli de fleurs et d'ornements à base de coquille d'huitres. Sonnant à l'entrée, il est prié d'entrer par la domestique. Il fait la connaissance d'une jeune femme russe, qui s'appelle Katrina Reiger. Puis il fait la connaissance de Mme Delafontaine et de son époux qui éloignent la jeune fille et font la connaissance de Poirot.
Poirot contacte l'inspecteur de la police locale, qui lui apprend que Mme Barrowby est décédée d'une ingestion de strychnine ; le problème est que tout le monde a mangé la même chose et que les autres personnes ayant assisté au dîner n'ont pas été malades. On suspecte les Delafontaine, car ils hériteront d'une importante somme d'argent (dont ils ont grandement besoin) ; d'un autre côté c'est Katrina qui a donné à la vieille dame ses médicaments, dans lesquels le poison aurait pu être caché. Cependant la jeune femme semble ne pas bénéficier de la mort de son employeur, et va au surplus perdre son emploi.
Un coup de théâtre a lieu : l'héritage revient en grande partie à Katrina, ce qui lui donne un mobile objectif pour le meurtre. Une perquisition a lieu, et la police découvre sous le matelas de la jeune fille, dans sa chambre, un petit paquet contenant de la poudre de strychnine.
Poirot n'est toutefois pas convaincu de la culpabilité de Katrina. Il poursuit son enquête et interroge les personnes de la maisonnée.

### Dénouement et révélations finales
En fin de compte, Poirot découvre la vérité : les Delafontaine ont tué Amelia Barrowby en lui donnant à manger des huîtres empoisonnées. Il a découvert cela en découvrant des restes de coquilles d'huîtres dans le jardin. Le mobile des assassins était l'argent et la captation de l’héritage.

## Publications
Avant la publication dans un recueil, la nouvelle avait fait l'objet de publications dans des revues :
- en juin 1935, aux États-Unis, dans le no 6 (vol. 52) de la revue Ladies' Home Journal[1] ;
- en août 1935, au Royaume-Uni, dans le no 536 de la revue The Strand Magazine[1] ;
- en juin 1956, en France, sous le titre « Des fleurs au jardin », dans le no 101 de la revue Mystère magazine[2] ;
- en 1962, en France, sous le titre « Des fleurs en ce jardin », dans le no 173 bis de la revue Mystère magazine.

La nouvelle a ensuite fait partie de nombreux recueils :
- en 1939, aux États-Unis, dans The Regatta Mystery and Other Stories[1],[3] (avec 8 autres nouvelles) ;
- en 1974, au Royaume-Uni, dans Poirot's Early Cases[1],[4] (avec 17 autres nouvelles) ;
- en 1974, aux États-Unis, dans Hercule Poirot's Early Cases (recueil ne reprenant que 15 des 18 nouvelles du recueil britannique) ;
- en 1979, en France, dans Le Bal de la victoire[2] (recueil ne reprenant que 15 des 18 nouvelles du recueil britannique, différentes de la sélection du recueil américain de 1974).

## Adaptation
- 1990 : Comment poussent donc vos fleurs ? (How does your Garden Grow?), téléfilm britannique de la série télévisée Hercule Poirot (21e épisode, 3.02), avec David Suchet dans le rôle principal.